# Calumenin
Calumenin‏ (Calumenin) هوَ بروتين يُشَفر بواسطة جين Calumenin في الإنسان.